# Spijkenisse
Spijkenisse (uitspraakⓘ) is een stad met 72.830 inwoners (1 januari 2023) op het eiland Putten in de Nederlandse provincie Zuid-Holland. Sinds 2015 is Spijkenisse, dat tot dan toe een zelfstandige gemeente was, de hoofdplaats van de fusiegemeente Nissewaard.
De oevers van de Oude Maas worden al zeker circa 10.000 jaar bewoond, maar Spijkenisse was tot aan het begin van de twintigste eeuw een afgesloten gemeenschap. Pas in 1903 kreeg het dorp met de Spijkenisserbrug een eerste vaste oeververbinding. Na de Tweede Wereldoorlog was het dorp nog bescheiden van omvang (ca. 2500 inwoners), maar vanaf de jaren 60 en jaren 70 maakte Spijkenisse een stormachtige groei door, als groeikern en overloopstad voor het nabijgelegen Rotterdam. Projecten van recenter datum moeten Spijkenisse een diverser, stadser imago geven. Zo zijn er een grote bibliotheek annex cultureel centrum (de Boekenberg) en is er een nieuw theater (de Stoep) gebouwd.
De voormalige gemeente Spijkenisse omvatte ook de kleinere kernen Hekelingen (tot 1966 een aparte gemeente) en Beerenplaat. Op 1 januari 2015 fuseerden de gemeenten Spijkenisse en Bernisse tot de nieuwe gemeente Nissewaard. De gemeente Spijkenisse telde kort voor de opheffing 72.545 inwoners (1 mei 2014) volgens het Centraal Bureau voor de Statistiek (CBS) en besloeg ruim 30 km², waarvan 4,07 km² water.

## Naam
De naam Spickenisse wordt het eerst genoemd in een bron van het jaar 1231. De plaats dankt zijn naam aan de woorden spieke (spits) en nesse (letterlijk neus); een spits stuk uitstekend land in een rivier, of schiereiland in een rivier.

### Bijnaam
Toen Spijkenisse als groeikern een snelle ontwikkeling doormaakte wisten de inwoners niet meer of ze de plaats nu nog een 'dorp' of eerder een 'stad' moesten noemen. Een gang naar het stadscentrum wordt nog vaak 'naar het dorp gaan' genoemd. Spijkenissers gingen hun woonplaats schertsend Spijkcity of Spike City noemen. In straattaal komt ook de naam Spikri voor.

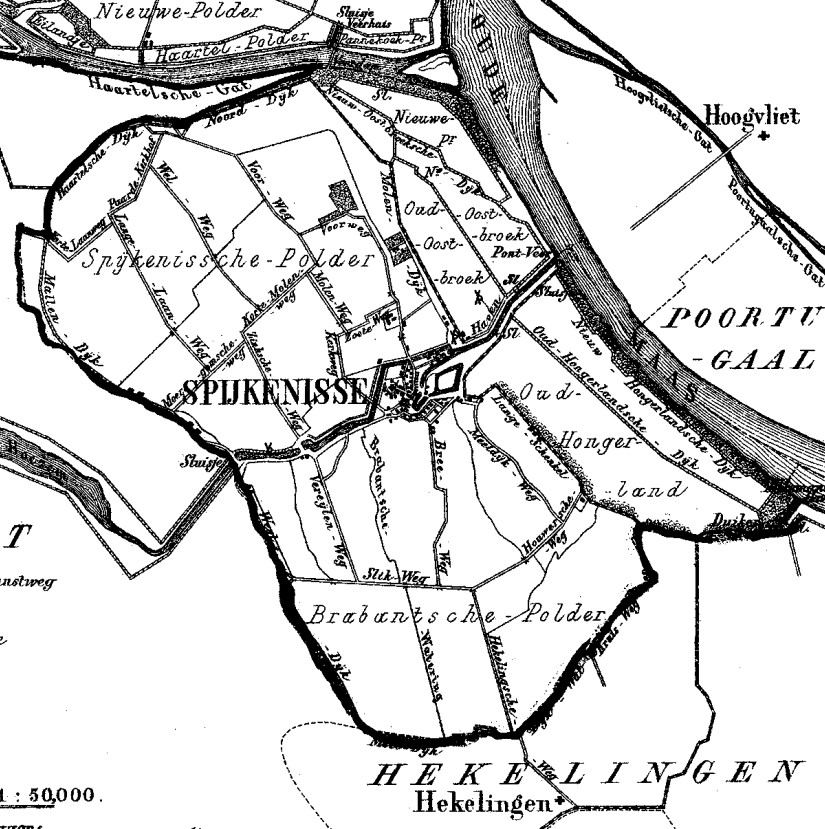
Polders Spijkenisse en Braband (1867)

### Hoedanigheden
De term "Spijkenisse" kan voor verschillende hoedanigheden worden gebruikt:
- De polder Spijkenisse, oorspronkelijk Spickenisse, ook wel Spijkenissche polder: het gebied ten noorden van de Nieuwstraat en de Vierambachtenboezem tot aan het huidige Hartelkanaal, begrensd door de Malledijk in het westen en de Oude Maas in het oosten. Deze polder is eind 12e eeuw bedijkt.
- De ambachtsheerlijkheid Spijkenisse, de bestuursvorm van deze polder en zijn inwoners, tot de afschaffing ervan door de Fransen omstreeks 1800.
- De voormalige gemeente Spijkenisse (tussen 1966 en 2015 inclusief Hekelingen), de opvolger van de ambachtsheerlijkheid, die per 1-1-2015 is opgegaan in de gemeente Nissewaard; Spijkenisse werd de hoofdplaats ervan.
- Het dorp Spijkenisse, waarmee vooral oudere Spijkenissers de bebouwde kom bedoelen zoals die tot ±1920 bestond (rond de haven en de Dorpskerk).
- De huidige woonplaats Spijkenisse waarvan het grondgebied wordt begrensd door het Hartelkanaal in het noorden, de Oude Maas in het oosten, het Spui en Hekelingen in het zuiden, en de grenzen met Geervliet, Biert en Simonshaven in het westen.

Tegenwoordig wordt meestal de laatste betekenis bedoeld.

## Geschiedenis

### Tot de twintigste eeuw
Het gebied van Spijkenisse wordt al zeer lang bewoond. Archeologisch onderzoek heeft uitgewezen dat de eerste sporen van bewoning in het Maasmondgebied dateren van ongeveer 10.000 jaar geleden. Toen werkten er vissers (steurvangers) en jagers in het moerassige gebied van het huidige Spijkenisse.

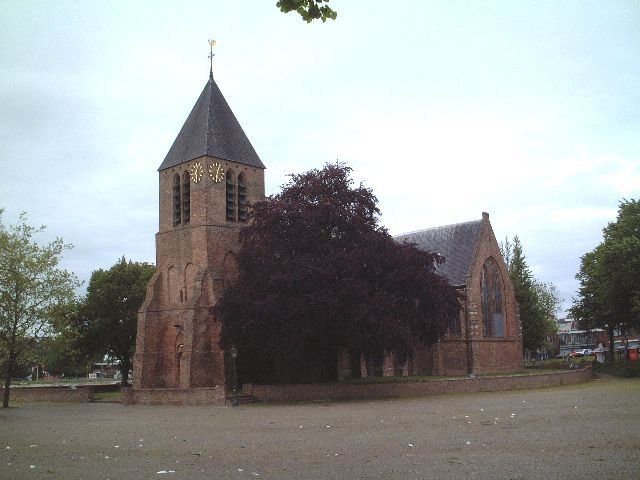
De middeleeuwse Dorpskerk is het oudste gebouw in Spijkenisse

Spijkenisse is ontstaan als een boeren- en vissersgemeenschap aan een kreek van de Oude Maas, nu de haven van Spijkenisse. Op de noordoever vormde zich een woondijk, de huidige Voorstraat. De huizen, de akkers en een stenen kerkgebouw daaromheen groeide uit tot dorpskern. De middeleeuwse Oude Kerk en het Marktplein bestaan nog steeds en zijn een bezienswaardigheid, evenals de molen Nooitgedacht aan het Noordeinde. In de 16e eeuw werd het dorp enkele malen getroffen door overstromingen. In de 17e en 18e eeuw werd Spijkenisse getroffen door branden. Door deze rampen werd de welvaart en economische groei in het gebied belemmerd.
De Heer van Putten had zeggenschap over het grondgebied. Het wapen van die familie werd sinds 1936 gebruikt als het gemeentewapen. In 1459 ging de Heerlijkheid Putten, waaronder Spijkenisse, over naar Philips van Bourgondië. In 1581 kwam het gebied onder de macht van de Staten van Holland.

### Groei
De samenstelling van de bevolking bestond tot het midden van de twintigste eeuw vooral uit ambachtslieden en boeren die generaties lang afkomstig waren uit de directe nabijheid van Spijkenisse. Spijkenisse lag eeuwenlang op een eiland zonder vaste oeververbindingen. Pas sinds de aanleg van de Spijkenisserbrug, in 1903, kwam er meer bedrijvigheid en meer diversiteit in de bevolking. In 1953 telde Spijkenisse 3.000 inwoners.
Vanaf halfverwege de 20e eeuw kwam Spijkenisse in een groeiversnelling terecht. Rotterdam breidde zijn industrieterreinen en havens uit. De arbeiders die daar werkten, hadden huisvesting nodig en daar had Rotterdam geen ruimte voor. Spijkenisse lag dichtbij en had zo op het oog land genoeg. Spijkenisse werd "wereldkampioen bouwen" om aan de woningnood een eind te maken en zou in de tweede helft van de 20e eeuw uitgroeien tot de grootste plaats op Voorne-Putten. 
In 1958 werd Spijkenisse officieel groeigemeente  en in 1977 aanvaardde de gemeente Spijkenisse de status als groeikern met een verhoogde taakstelling. Na de periode van forse groei, rond 1990, had Spijkenisse 26.400 woningen die onderdak boden aan 68.000 inwoners, bijna twintig nieuwe wijken, een metro-verbinding met Rotterdam en drie metrostations, een nieuw stadscentrum, een ziekenhuis en talloze andere voorzieningen.

### Recente geschiedenis

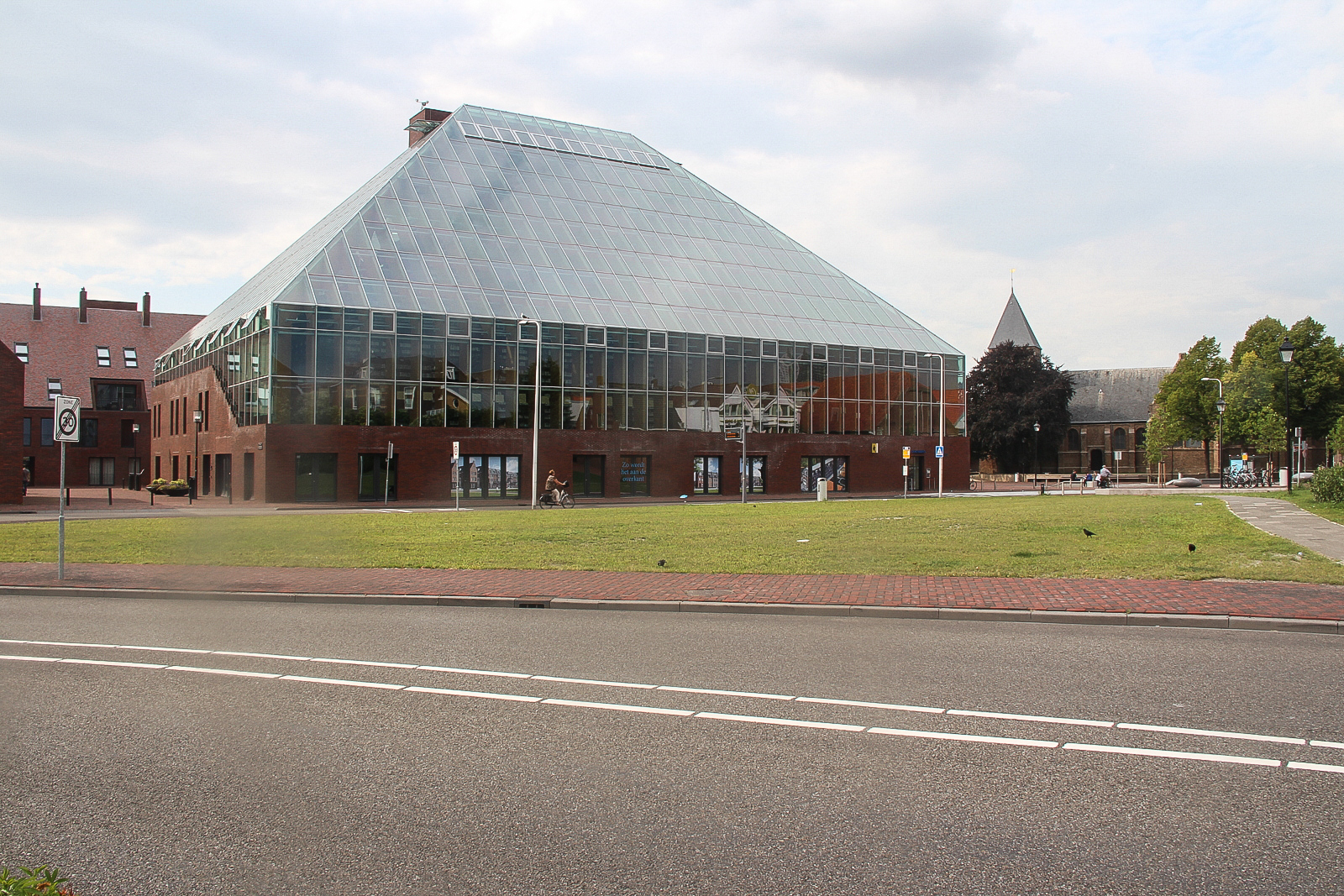
Bibliotheek 'De Boekenberg'

Hierna stabiliseerde het inwoneraantal zich rond de 70.000. Spijkenisse ging er de eerste decennia van de 21e eeuw aan werken om aantrekkelijker te worden als woonstad, ook voor midden- en hogere inkomensgroepen. Zo werd het stadscentrum opnieuw ingericht voor een betere sfeer en uitstraling èn met meer winkels. Er kwamen luxere voorzieningen die voor meer publiek moesten zorgen, zoals een nieuwe bibliotheek en een groter theater. En er kwamen enkele wijken waar juist voor de hogere inkomensgroepen luxueuzere woningen werden gebouwd (Maaswijk-Landgoed, De Elementen).

## Politiek
Spijkenisse was tot 2015 een zelfstandige gemeente. Hieronder het overzicht van de zetelverdeling tussen 1990 en 2010.
| Zetelverdeling             | Zetelverdeling | Zetelverdeling | Zetelverdeling | Zetelverdeling | Zetelverdeling | Zetelverdeling |
| Partij                     | 1990           | 1994           | 1998           | 2002           | 2006           | 2010           |
| -------------------------- | -------------- | -------------- | -------------- | -------------- | -------------- | -------------- |
| ONS                        | -              | 5              | 11             | 15             | 17             | 16             |
| PvdA                       | 9              | 6              | 7              | 5              | 9              | 5              |
| VVD                        | 7              | 8              | 8              | 4              | 3              | 5              |
| Trots Op Nederland         | -              | -              | -              | -              | -              | 2              |
| CDA                        | 6              | 3              | 3              | 3              | 2              | 2              |
| SP                         | 3              | 1              | -              | -              | -              | 1              |
| D66                        | 7              | 6              | 2              | 1              | -              | 1              |
| SGP/ChristenUnie           | -              | -              | -              | 1              | 1              | 1              |
| LPF                        | -              | -              | -              | -              | 2              | 1              |
| GroenLinks                 | -              | 1              | 1              | 2              | 1              | 1              |
| Nederland Mobiel           | -              | -              | 2              | 2              | -              | -              |
| Politieke Partij Samen     | -              | -              | -              | -              | -              | -              |
| Spijkenisse Leeft          | -              | -              | -              | 2              | -              | -              |
| SGP/GPV/RPF                | 1              | 1              | 1              | -              | -              | -              |
| Burgerbelangen Spijkenisse | -              | 1              | -              | -              | -              | -              |
| Centrumpartij '86          | -              | 3              | -              | -              | -              | -              |
| Totaal                     | 35             | 35             | 35             | 35             | 35             | 35             |

## Wijken

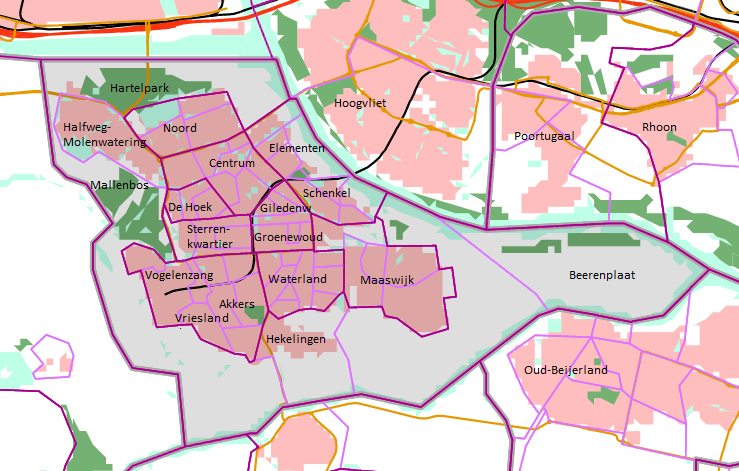
Spijkenisse wijkenkaart (2009)

Spijkenisse (Nissewaard stad) bestaat uit diverse wijken, o.a.
- De Akkers (met de buurten Gaard, Dreef, Kreek, Voorde, Donk en Akkers-Centrum)
- Centrum
- De Elementen
- Gildenwijk (voorheen: Groenewoud-Noord)
- Groenewoud
- De Hoek
- Hoogwerf (samen met Schiekamp bekend als Spijkenisse-Noord)
- Maaswijk (met de buurten Landgoed en De Waaijer)
- Schenkel
- Schiekamp (samen met Hoogwerf bekend als Spijkenisse-Noord)
- Staalmeesters (vaak apart genoemd onderdeel van Centrum, het is echter een buurt binnen een wijk)
- Sterrenkwartier
- Vierambachten (ook bekend als: Rietvelden)
- Vogelenzang (-Noord en -Zuid)
- Vriesland
- Waterland

## Infrastructuur

### Verbindingen met het vasteland en het achterland
Spijkenisse ligt midden in de Rijn-Maasdelta. De rivieren Oude Maas en Spui, de Bernisse en het Hartelkanaal en ook de Nieuwe Maas en Nieuwe Waterweg omzomen de plaats en vormen van oudsher natuurlijke barrières. Het dorp heeft -net als andere dorpen op Voorne-Putten eeuwenlang een geïsoleerde ligging gehad ten opzichte van het vasteland van Holland. Pas bij de opening van de Spijkenisserbrug over de Oude Maas (geopend in 1903) werd het contact met IJsselmonde en Rotterdam gestimuleerd. Hierdoor werd Spijkenisse (en de rest van Voorne-Putten) uit zijn isolement gehaald. In de jaren 70 werd deze brug vervangen door een deel van de oude Moerdijkbrug, maar de portalen zijn behouden en herplaatst.

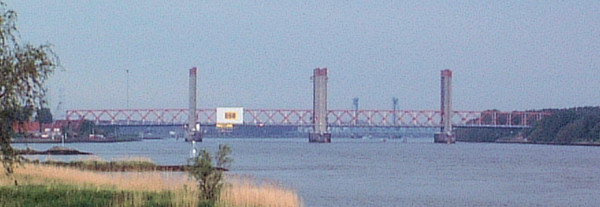
De Spijkenisserbrug ten tijde van groot onderhoud in 2002.

Vanaf Voorne-Putten zijn sinds de eerste brug enkele verbindingen gemaakt met het noordelijk gelegen havengebied van Rotterdam (waaronder de Hartelbrug bij Spijkenisse), maar deze sluiten gezamenlijk slechts op één punt net ten noorden van Spijkenisse (Botlektunnel en Botlekbrug) aan op Rotterdam. Naar het zuiden is Spijkenisse ontsloten naar Goeree-Overflakkee via de Haringvlietdam, naar de Hoeksche Waard via een veerpontverbinding met Nieuw-Beijerland vanaf Hekelingen en een toeristisch fietsveer tussen Beerenplaat, Oud-Beijerland en Rhoon. Geen van deze verbindingen naar het zuiden zijn zo belast als de eerder genoemde verbindingen naar Rotterdam en verder naar Den Haag, Utrecht, Dordrecht en Noord-Brabant, die allen over vaste bruggen en tunnels gaan en tevens gedeeld moeten worden met het omvangrijke goederenverkeer vanuit de Rotterdamse havens.
Het is algemeen bekend dat dit deel van Nederland slecht bereikbaar (en ontsloten) is, vooral in spitsuren. Dit wordt mede veroorzaakt doordat Spijkenisse (na Amstelveen) de op een na grootste plaats van Nederland is zonder eigen treinstation.

### Openbaar vervoer

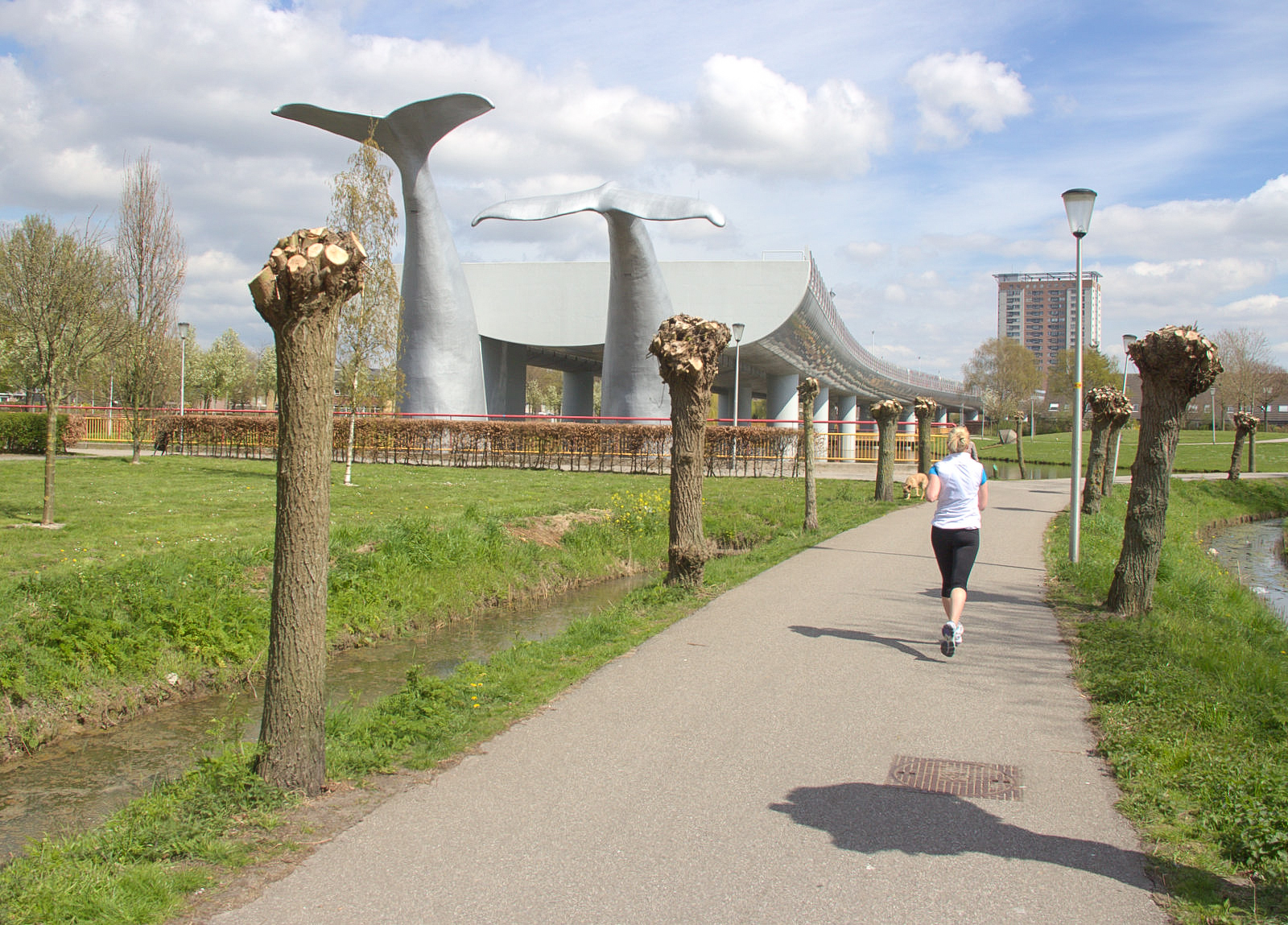
De twee walvisstaarten van metrostation De Akkers, aan het eindpunt van de Rotterdamse metro.

De Spijkenissebrug is geopend als trambrug. De stoomtram van de Rotterdamsche Tramweg Maatschappij werd aangelegd, die langs de Groene Kruisweg naar Brielle en door de polder naar Hellevoetsluis liep. Deze lijn is wegens de oprukkende auto en autobus op 14 februari 1966 gestaakt. Tegenwoordig is de trambaan een fietspad.
In 1985 werd (in verband met de verstedelijking) Spijkenisse weer bereikbaar per rails, dit keer door aansluiting op het Rotterdamse metronet. De Rotterdamse metro heeft zijn eindpunt in Spijkenisse. Nadat de metro vanuit de tunnel onder de Oude Maas bovenkomt stopt hij op de stations Spijkenisse Centrum, Heemraadlaan en De Akkers. Zo beginnen twee lijnen van het metronet in Spijkenisse. Metrolijn C rijdt via Pernis en Schiedam Centrum (waar op de trein naar Den Haag kan worden overgestapt) naar Capelle aan den IJssel. Metrolijn D rijdt via Hoogvliet, Poortugaal, Rhoon en Rotterdam-Zuid (Zuidplein) naar Rotterdam Centraal.
Met de komst van de Calandlijn zijn de busverbindingen van Connexxion naar Schiedam komen te vervallen. De doortrekking van de metro naar Spijkenisse werd geopend op 24 april 1985; van deze gebeurtenis is door de Smalfilm- en Videogroep Spijkenisse een opname gepresenteerd die in 2000 is uitgezonden door RTV Rijnmond.

## Economie
Eeuwenlang waren de voornaamste middelen van bestaan de landbouw (veeteelt, akkerbouw en griend-oogsten) en daaraan verbonden nijverheid als vlasbewerking en hoepmakerij. Die zijn in de loop van de twintigste eeuw allemaal verdwenen uit Spijkenisse. Ervoor in de plaats kwam nieuwe bedrijvigheid, eerst fabrieken (zoals de betonfabriek, VEGE Motoren en Spijkstaal), na de oorlog transport (De Rijke, Hovago/Baris en Getron) en vele andere soorten bedrijven, van aannemers tot zzp'ers, in 2020 zo'n 3755 in totaal. Zij bieden werkgelegenheid aan zowel inwoners van Spijkenisse als aan mensen uit de regio.

### Forensen
De meeste Spijkenissers werken echter niet in Spijkenisse zelf, maar in de regio van Rotterdam. Het forensen is op grote schaal begonnen met de komst van de Shell-raffinaderij in Pernis in 1936. Later trok men ook naar de chemische industrie op de Botlek en vele andere bedrijven in Rotterdam en wijde omtrek. En de forse groei van Spijkenisse tussen 1958 en 1990 was juist gericht op mensen die in de regio Rotterdam werkten en een huis nodig hadden, Spijkenisse is dus een echte forensen-gemeente. Dat wordt sinds 1985 mede gefaciliteerd door de metro.

### Bedrijventerreinen

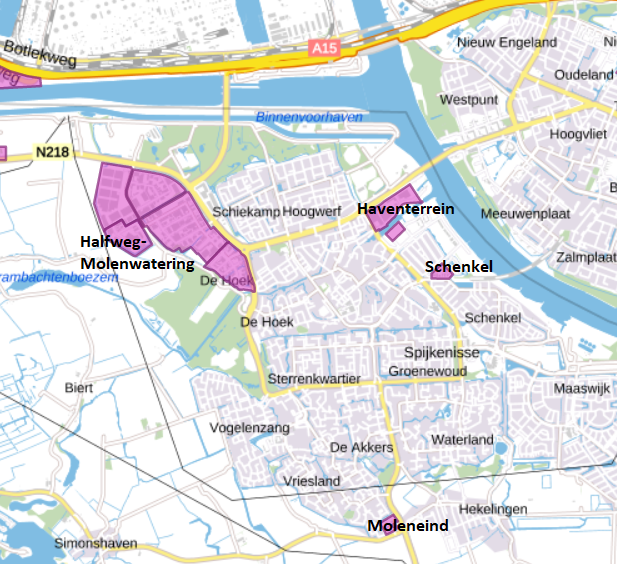
Bedrijventerreinen Spijkenisse 2020

Bedrijven in Spijkenisse zijn veelal gevestigd op de bedrijventerreinen:
- Halfweg-Molenwatering, het grootste bedrijventerrein in Spijkenisse, gesitueerd in het noordwesten, langs de Groene Kruisweg, ontwikkeld vanaf ± 1968, met vooral bedrijven die gerelateerd zijn aan de Rotterdamse haven en petrochemische industrie (transport, opslag, technische installatie).
- Haventerrein, ten noordoosten van het centrum, langs de haven, tussen de Elementenweg en de Groene Kruisweg, ontwikkeld vanaf 1961, met handel en transport.
- Schenkel, in de wijk Schenkel, een driehoek tussen de Groenoordweg en de Theemsweg, ontwikkeld vanaf ± 1986, met handel en dienstverlening.
- Moleneind, in het zuiden van Spijkenisse, in de hoek van de Hekelingseweg en Moleneind, met handel en dienstverlening.
- Enkele kleinere bedrijventerreinen, zoals Zuid (langs de Hekelingseweg/Breeweg/Industriestraat/Randweg) en tussen de Jan Campertlaan en de Groene Kruisweg (voormalig tram- en busstation), alle met handel en dienstverlening.
- Woonboulevard, langs de Groene Kruisweg tegenover Halfweg: woonwinkels en bouwmarkt, geopend in december 2009.

Daarnaast zijn er vele winkelcentra, in bijna elke wijk één voor de dagelijkse boodschappen, en in het Stadshart is er een uitgebreid winkel-aanbod en andere dienstverlening. Op dinsdag en zaterdag is er warenmarkt op de Markt. 
En Spijkenisse telt net als elders in het land vele zzp'ers.

### Inkomen en vermogen
Het gemiddelde bruto inkomen per inwoner was €25.466 in 2018, ongeveer het landelijk gemiddelde.
Qua vermogen is de bevolking in vergelijking met de rest van Nederland relatief arm: Spijkenisse stond in 2010 op nr. 4 van armste gemeenten van Nederland: slechts 10% van de inwoners behoorde tot de bovenste 25% van de Nederlanders gemeten in vermogen. In 2017 was het gemiddelde vermogen van een inwoner uit Nissewaard minder dan € 50.000, dat is het laagste segment.

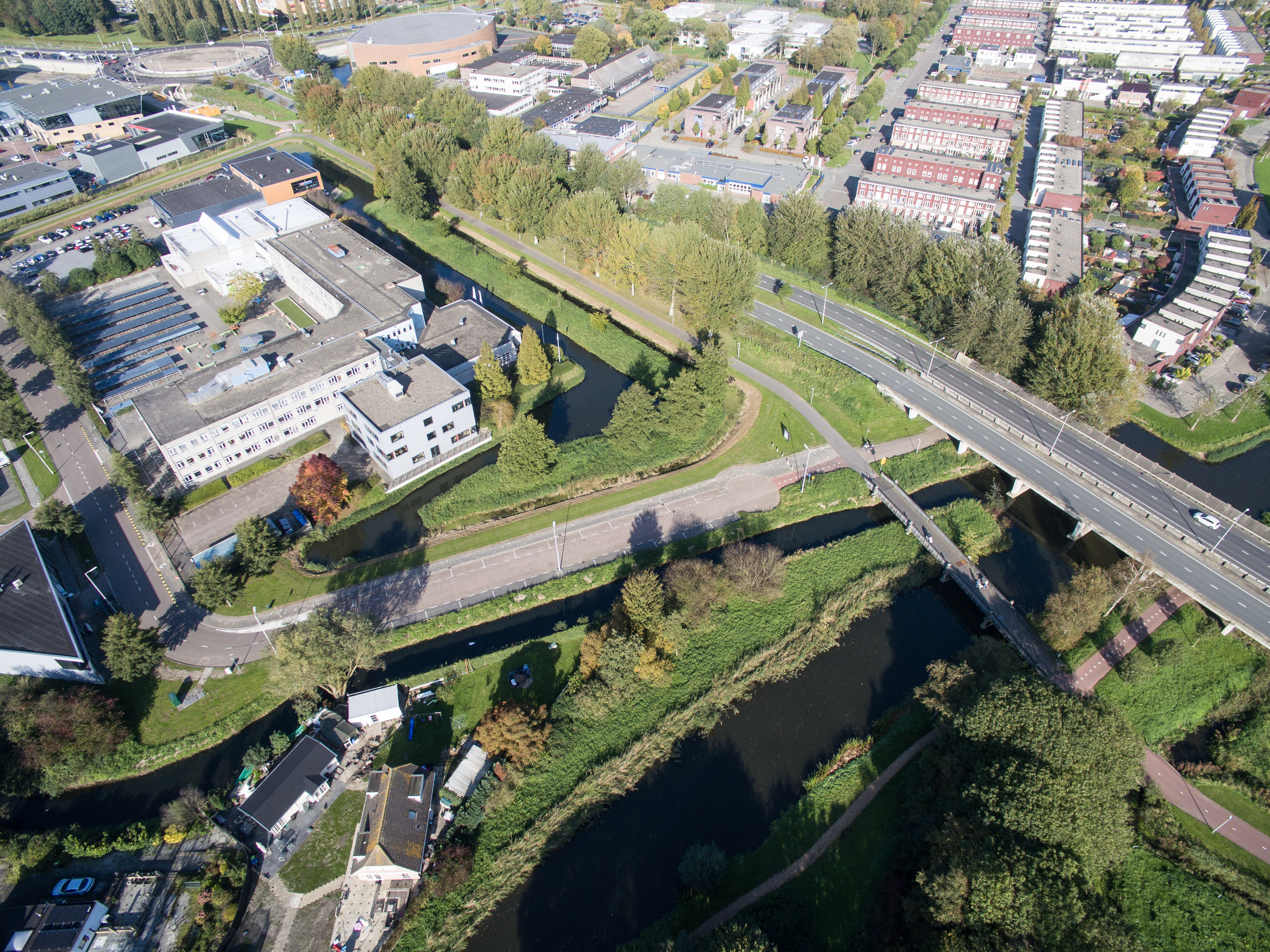
Links Halfweg-Molenwatering
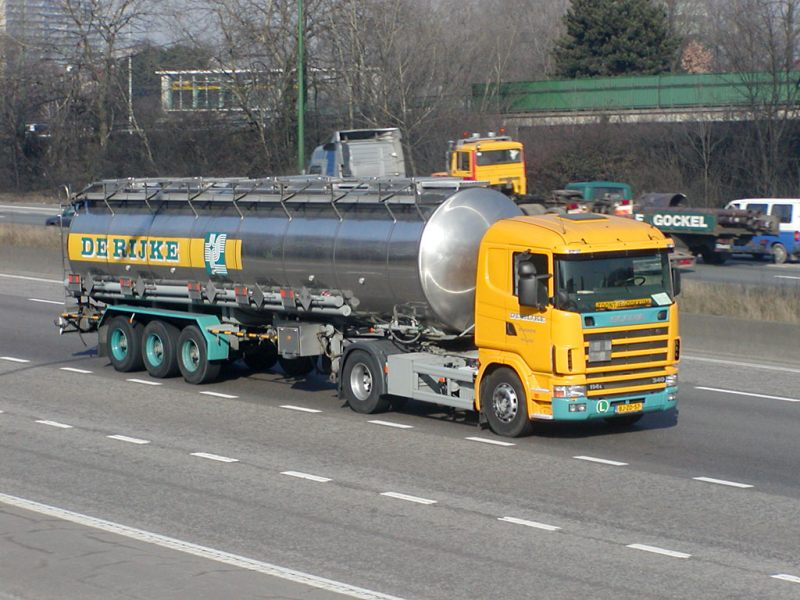
De Rijke
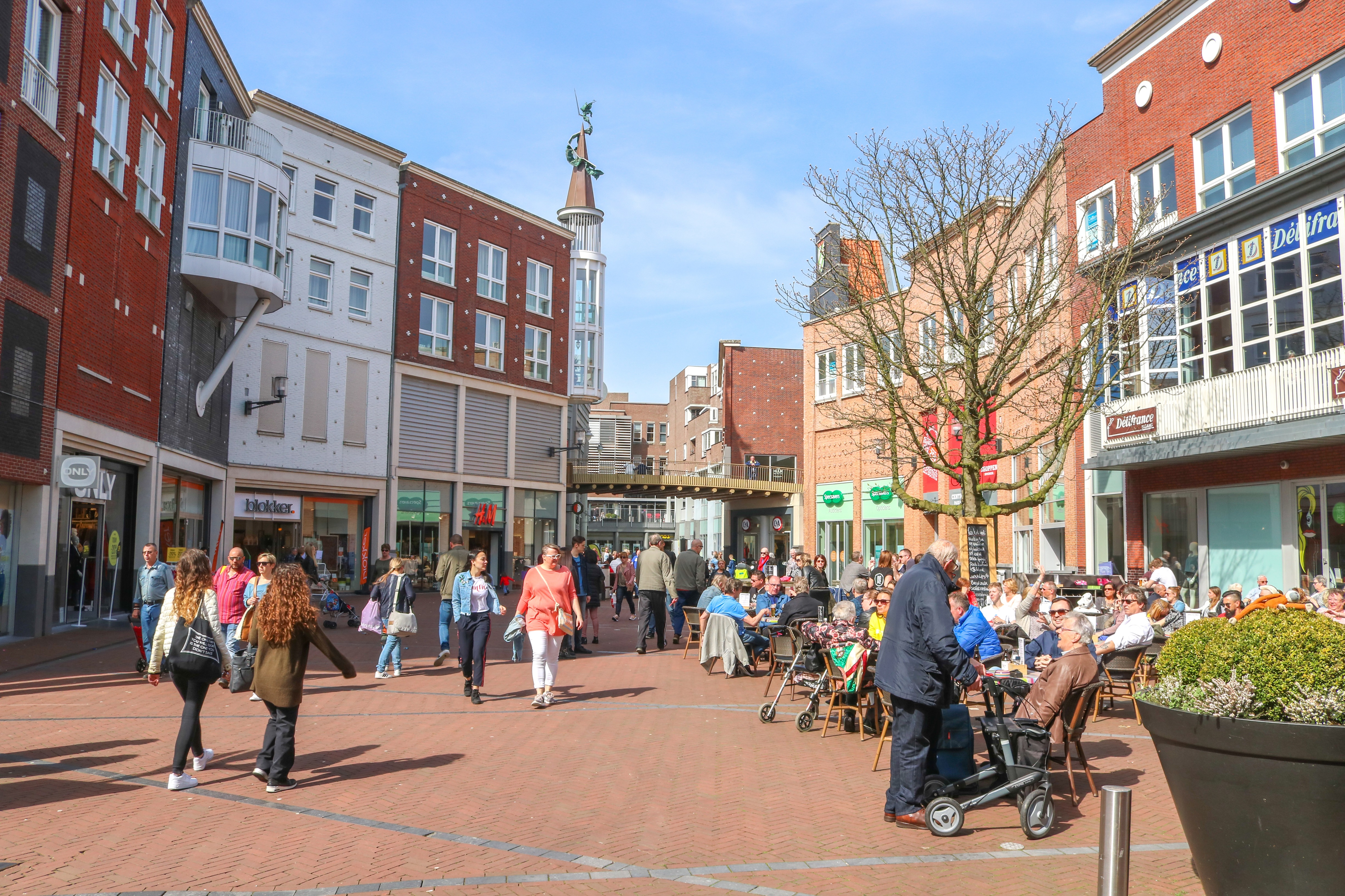
Winkels in het Stadshart
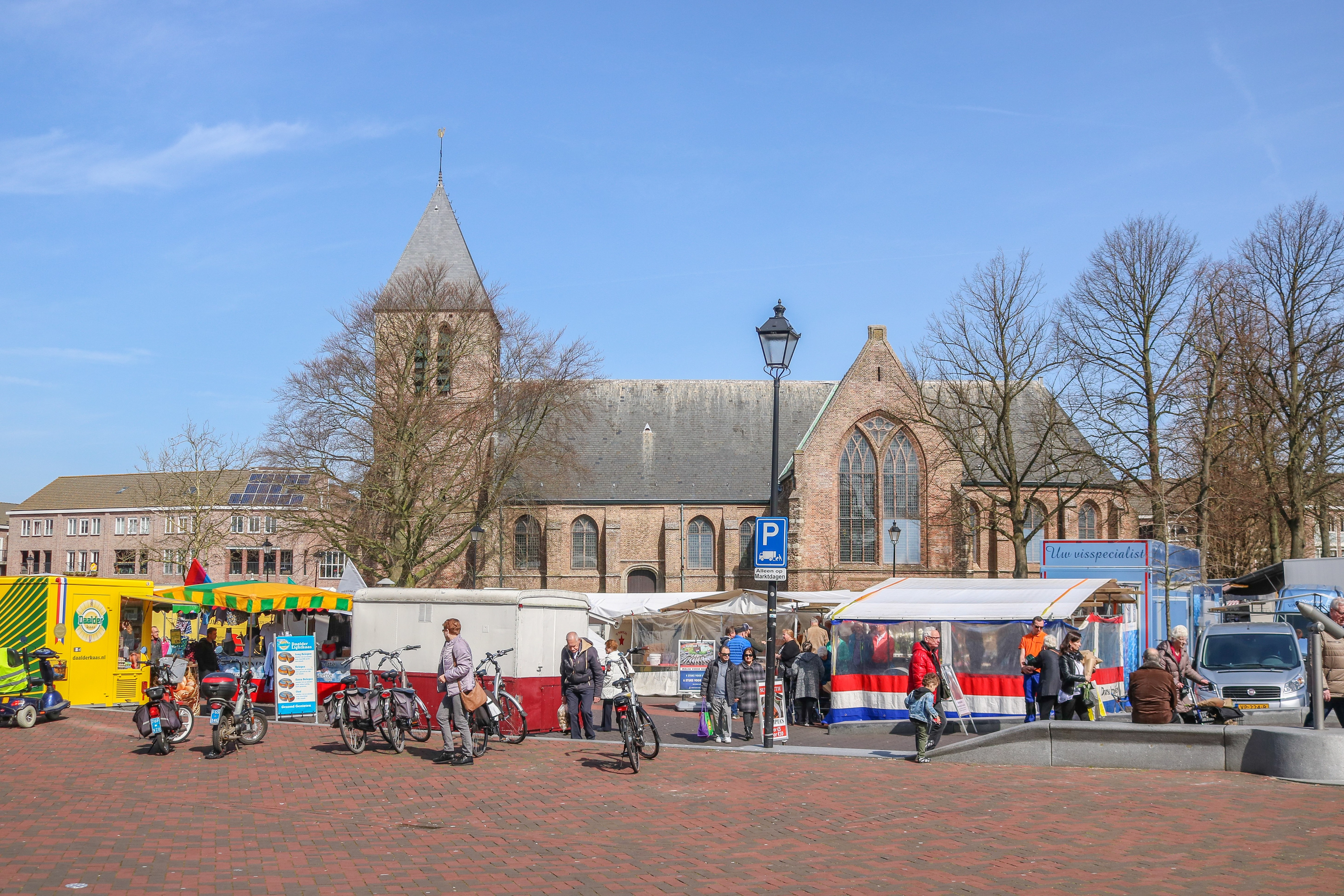
Markt

## Kunst en cultuur
In Spijkenisse is een theater (de Stoep) en een Centrum voor de Kunsten Spijkenisse en Muziekpodium. Daarnaast kan men een discotheek en een bibliotheek vinden in Spijkenisse. Verder wordt er ieder jaar in april een Kunstroute gehouden. Daarnaast is er achtmaal per jaar in galerie en kunstuitleen RAR in het oude gemeentehuis uit 1886 aan het Noordeinde, een open podium met muziek en poëzie: LiteRAR.

## Evenementen

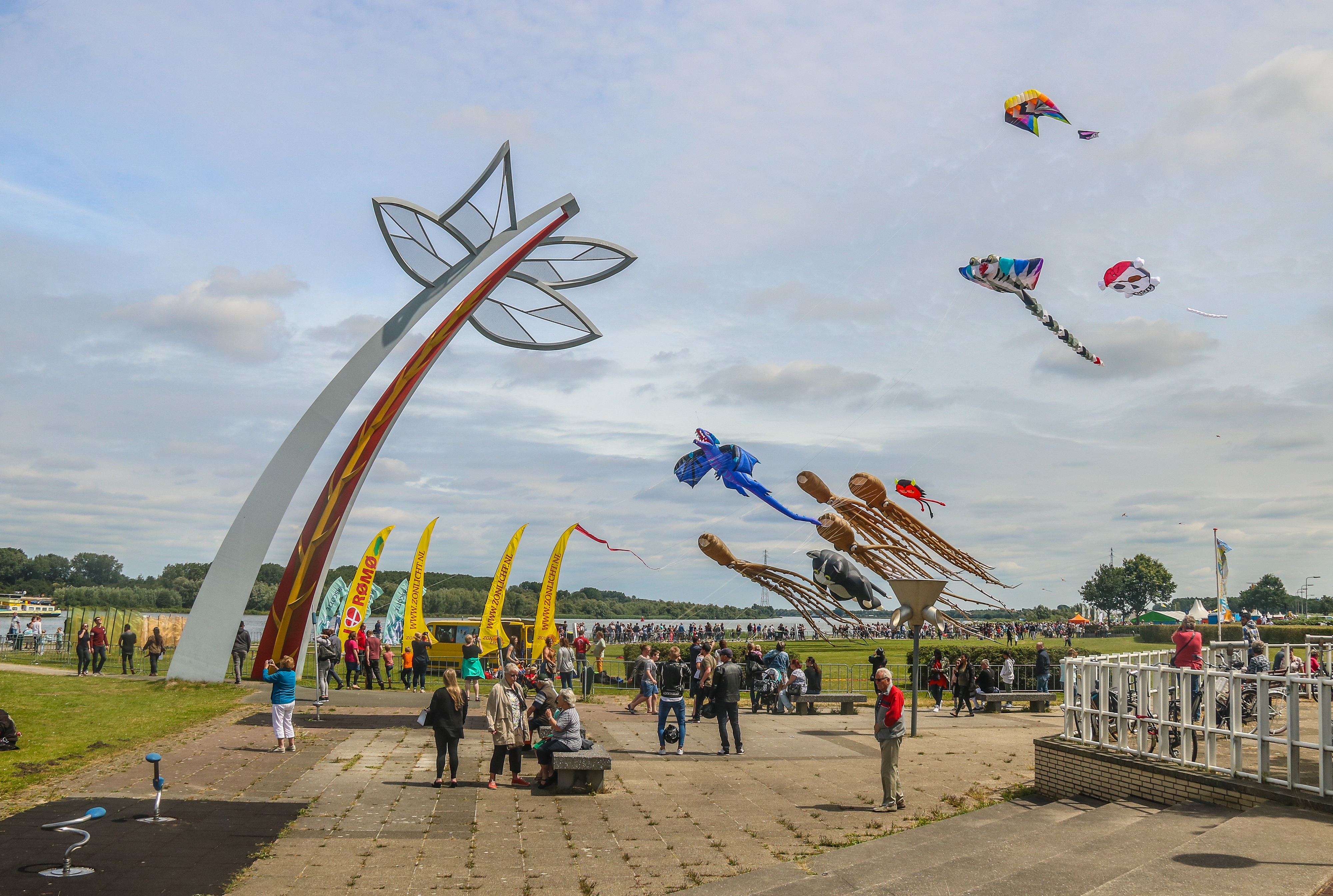
Jaarlijkse vliegerfestival langs de Nieuw Hongerlandsedijk

- Spark Marathon Spijkenisse
- Kunstroute Spijkenisse
- Spijkenisse festival
- Spijkenisse LIVE
- Winterland Spijkenisse
- Under the Bridge festival

## Gezondheidszorg
- Spijkenisse Medisch Centrum - het voormalig Ruwaard van Putten Ziekenhuis

## Bekende inwoners

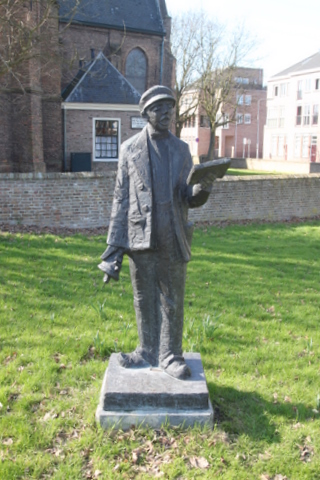
Standbeeld ter herinnering aan alle dorpsomroepers in Spijkenisse

### Geboren
- Jan Campert (1902-1943), dichter en schrijver
- Bram Groeneweg (1905-1988), marathonloper
- Jan de Baan (1930-1993), winkelier en historicus van Spijkenisse
- Willem van den Berg (1953), grafisch ontwerper
- Caja Cazemier (1958), schrijfster
- Erik de Jong (1961), artiest (Spinvis)
- Brigite van Haaften (1963), politica (CDA)
- Emiel Mellaard (1966), atleet
- Medy van der Laan (1968), bestuurder
- Tim Beumers (1975), rapper (Bolle Tim)
- Sebastiaan Timmerman (1977), sportverslaggever
- Sied van Riel (1978), producer-dj
- Jessica Villerius (1981), documentaire- en filmmaker
- Björn Franken (1983), producer-dj (Vato Gonzalez)
- Martijn Barto (1984), voetballer
- Rachel van Cutsen (1984), badmintonster
- Patrick van Luijk (1984), atleet
- Nick van de Wall (1987), producer-dj (Afrojack)
- Juliandri Frans (1991), rapper (Crooks)
- Duncan de Moor (1994), zanger, winnaar Eurovisiesongfestival 2019 (Duncan Laurence)
- Jorginho Soares (1999), voetballer
- Sven Mijnans (2000), voetballer
- Mateja Bajunović (2002), voetballer
- Mimeirhel Benita (2003), voetballer
- Lennard Hartjes (2003), voetballer

### Woonachtig in het verleden
- Peter Belinfante (1951-2010), politicus (wethouder van Spijkenisse)
- George Boateng, voetballer
- Anita Meyer, zangeres[16]
- Joshua Zirkzee, voetballer
- Kevin Felida, voetballer
- Hef, rapper

### Woonachtig
- Qucee (Maaswijk), influencer
- Peter Houtman, voetballer en vml stadionspeaker Feyenoord.

## Partnersteden
- Thetford (Groot-Brittannië) sinds 1962
- Hürth (Duitsland) sinds 1966

Een overeenkomst tussen deze drie gemeenten is dat ze alle drie sinds de tweede helft van de 20e eeuw snel in bevolkingsgrootte zijn toegenomen door verhuizing vanuit een nabijgelegen grote stad: Spijkenisse vanuit Rotterdam, Thetford vanuit Londen en Hürth vanuit Keulen. In de jaren '60 van de 20e eeuw is er ook een stedenband met het Zweedse Boo geweest, om dezelfde reden.

## Sport
Enkele clubs:
- Hockey: HV Spijkenisse

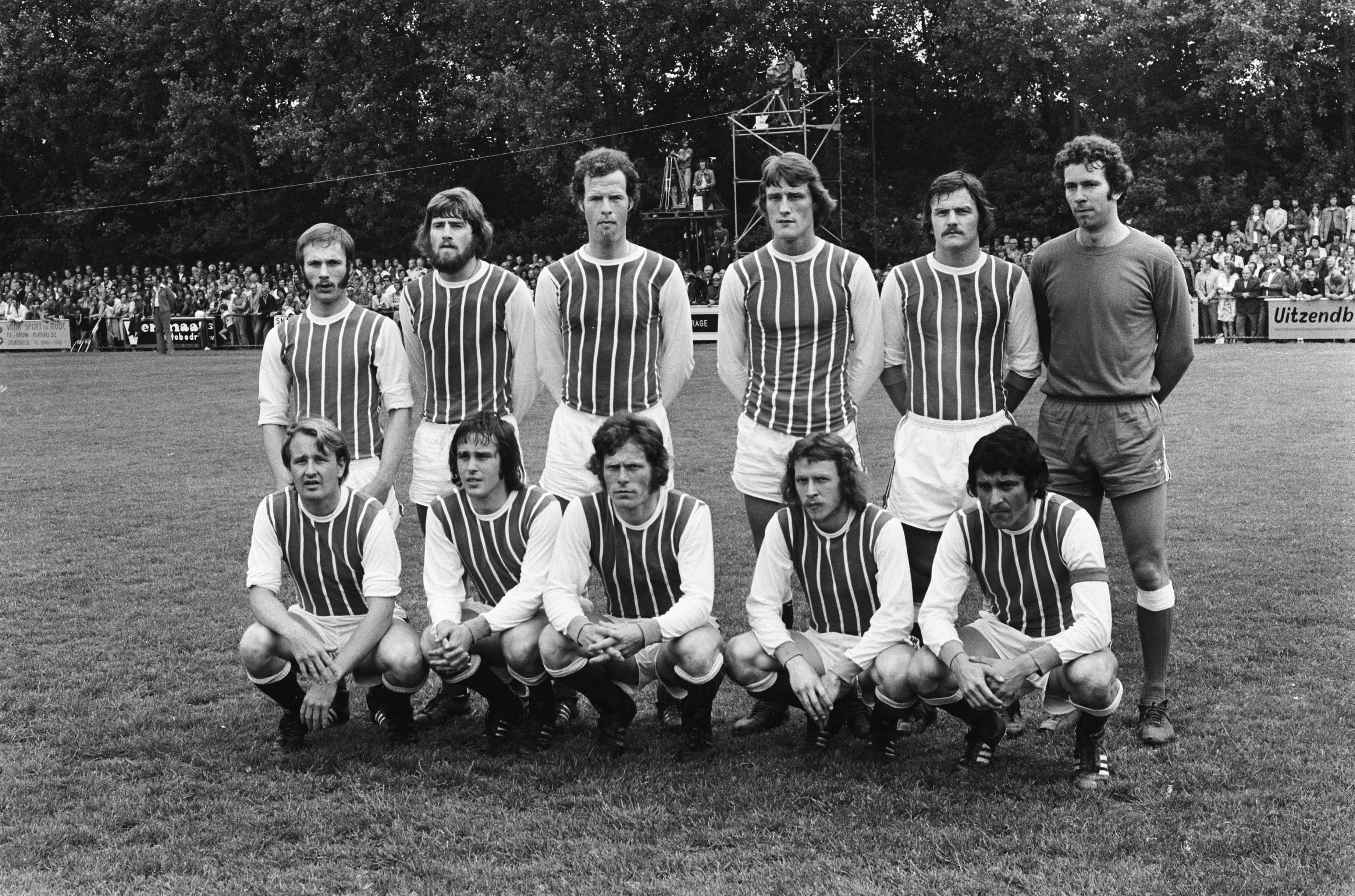
Spijkenisse landelijk amateur-voetbalkampioen (14-6-1975)

- Voetbal: VV Spijkenisse, SCO '63 en SC Botlek
- Badminton: BC Ritte-Spijkenisse
- American Football: Spijkenisse Scouts

## Monumenten
In de gemeente zijn er een aantal rijksmonumenten en oorlogsmonumenten, zie:
- Lijst van rijksmonumenten in Spijkenisse
- Lijst van gemeentelijke monumenten in Spijkenisse
- Lijst van oorlogsmonumenten in Spijkenisse